# Stulz
Stulz GmbH er en tysk virksomhed indenfor klimateknik med hovedkvarter i Hamborg. De producerer klimaanlæg til industrien
I 1947 blev Albert Stulz Fabrik elektrotechnischer Geräte grundlagt i Hamborg.